# Dichronauts
Dichronauts ist ein Hard-Science-Fiction-Roman des australischen Schriftstellers Greg Egan. Der Roman wurde am 11. Juli 2017 von Night Shade Books veröffentlicht. Der Roman beschreibt ein Universum mit zwei Zeitdimensionen, von denen eine der Zeitwahrnehmung der Charaktere entspricht und die andere ihre Raumwahrnehmung beeinflusst, etwa durch die Unmöglichkeit von Rotationen in diese Richtung. Dadurch ist eine Symbiose zweier Lebewesen notwendig, sodass diese gemeinsam überhaupt in alle Richtungen sehen können. Darüber hinaus werden grundlegende physikalische Gesetze entscheidend beeinflusst: Etwa können Objekte hinaufrollen oder bei bestimmter Aufstellung nicht mehr umfallen. Es gibt negative kinetische Energie und einen vierten Aggregatszustand. Planeten sind nicht mehr sphärisch, sondern hyperbolisch und haben dadurch drei verschiedene Oberflächen. Die Einzelheiten beschreibt Greg Egan auf seiner Webseite.

## Handlung
In der Welt von „Dichronauts“ leben zwei verschiedene Arten von Lebewesen in Symbiose miteinander: Walkers (englisch für Läufer), welche nur nach Westen sehen können (oder nach Osten wenn sie sich umdrehen), stellen Mobilität bereit, während Sider (englisch für Seiter), blutegelartige Kreaturen, welche durch ihre Schädel verlaufen, die zusätzliche Sicht nach Norden und Süden bereitstellen. Jede Stadt ist in einem ständigen Zustand der Wanderung, um dem sich verschiebendem Orbit der Sonne und der engen von ihr erschaffenen habitablen Zone zu folgen. Der Walker Seth und sein Sider Theo aus der Stadt Baharabad am Fluss Zirona nehmen an einer Expedition zum Rand der habitablen Zone teil. Sie finden einen Fluss mit der angrenzenden Stadt Thanton, in welcher sich die Walker wohl durch Gift gegen ihre Sider gewendet haben. Seth spricht mit Theo über ihre Symbiose. Zuvor war seine Schwester Elena schwanger geworden und von ihrem Sider Irina deswegen verlassen worden, was sie seitenblind und mit einem Loch im Schädel zurückließ. Theo ruft in der Sprache der Sider, welche für Walker nicht hörbar ist, durch Thanton und vermutet die Anwesenheit von Sleepsidern (englisch für schlafende Seiter), was ihn dazu drängt, Seth ebenfalls nach Sleepwalkern (englisch für schlafende Läufer) zu fragen. Beide sind sich einig, zur Expedition zurückzukehren, wo eine Abstimmung gegen die Rückkehr nach Baharabad und für weitere Erkundungen ist. Kurz darauf erreicht die Expedition eine Klippe ohne sichtbare andere Seite oder Boden und vermutet das Ende der Welt erreicht zu haben.

## Hintergrund (Literatur)
„Dichronauts“ beschreibt genau die duale Situation zur früher veröffentlichen Orthogonal-Trilogie von Greg Egan (bestehend aus The Clockwork Rocket von 2011, The Eternal Flame von 2012 und The Arrows of Time von 2013) über ein Universum ganz ohne Zeitdimensionen. In ersteren nehmen die Charaktere eine Raumdimension als Zeit und in zweiterem eine Zeitdimension als Raum wahr.

## Hintergrund (Mathematik und Physik)
Mathematisch ist der Unterschied zwischen unserem Universum und dem in „Dichronauts“ nur ein Vorzeichenwechsel in der Signatur der Metrik der flachen Raumzeit. Unser Universum hat die Signatur {\displaystyle (-,+,+,+)} und das Universum in „Dichronauts“ hat die Signatur {\displaystyle (-,-,+,+)}. Ein Vorzeichenwechsel in der Signatur kann vereinfacht durch die Einschränkung auf zwei Dimensionen gezeigt werden. Ein Skalarprodukt mit Signatur {\displaystyle (+,+)} auf {\displaystyle \mathbb {R} ^{2}} (mit der kanonischen Basis) ist gegeben durch:
{\displaystyle \mathbb {R} ^{2}\times \mathbb {R} ^{2}\rightarrow \mathbb {R} ^{2},{\begin{pmatrix}x_{1}\\y_{1}\end{pmatrix}}\cdot {\begin{pmatrix}x_{2}\\y_{2}\end{pmatrix}}=x_{1}x_{2}+y_{1}y_{2}}.
Ein Skalarprodukt mit Signatur {\displaystyle (+,-)} auf {\displaystyle \mathbb {R} ^{2}} (mit der kanonischen Basis) ist gegeben durch:
{\displaystyle \mathbb {R} ^{2}\times \mathbb {R} ^{2}\rightarrow \mathbb {R} ^{2},{\begin{pmatrix}x_{1}\\y_{1}\end{pmatrix}}\cdot {\begin{pmatrix}x_{2}\\y_{2}\end{pmatrix}}=x_{1}x_{2}-y_{1}y_{2}}.
Die Vektoren {\displaystyle (1,0)} und {\displaystyle (0,1)} sind orthogonal zueinander (was bedeutet, dass ihr Skalarprodukt verschwindet) mit beiden Signaturen. Aber gegeben den Vektor {\displaystyle (2,1)} wird die orthogonale Richtung aufgespannt durch den Vektor {\displaystyle (-1,2)} mit der ersten und {\displaystyle (1,2)} mit der zweiten Signatur. Ein interaktives Applet über die Bewegung und Rotation im Universum von „Dichronauts“ ist auf der Webseite von Greg Egan zu finden. Nur mit der zweiten Signatur ist sogar möglich, dass ein Vektor wie {\displaystyle (1,1)} orthogonal zu sich selbst ist. Solche Vektoren beschreiben den Verlauf von Licht, etwa in diesem Fall wie per Definition ein Lichtjahr in genau einem Jahr zurückgelegt wird. Im Universum von „Dichronauts“ führt dies dazu, dass nicht der gesamte Raum mit Licht erleuchtet wird, sondern ein dunkler Kegel in zwei entgegengesetzte Richtungen existiert. Berechnung und Illustration dieses Effekts sind auf der Webseite von Greg Egan zu finden.
Eine fundamentale Änderung zwischen unserem Universum und dem von „Dichronauts“ zeigt sich in der Mechanik, wo eine Rampe mit einer Kraft auf ein auf ihr liegendes Objekt wirkt (um der Gravitation entgegenzuwirken, sodass das Objekt nicht durch die Rampe fällt), welche orthogonal auf die Rampe steht. Die resultierende Gesamtkraft von dieser mit der Gravitation zieht das Objekt in unserem Universum immer die Rampe hinunter, aber kann es im Universum von „Dichronauts“ die Rampe hochziehen, wenn die Steigung unter der Diagonalen liegt. Als Folge gibt es negative kinetische Energie im Universum von „Dichronauts“. Illustrationen dieses Effekts sind auf der Webseite von Greg Egan zu finden.
In unserem Universum mit Signatur {\displaystyle (-,+,+,+)} wird ein Planet mit Radius {\displaystyle r} beschrieben durch die Ungleichung {\displaystyle x^{2}+y^{2}+z^{2}\leq r^{2}} einer Sphäre, welche konvex und beschränkt ist sowie eine Oberfläche mit einer Zusammenhangskomponente hat. Im Universum von „Dichronauts“ mit Signatur {\displaystyle (-,-,+,+)} wird ein Planet mit Radius {\displaystyle r} beschrieben durch die Ungleichung {\displaystyle x^{2}+y^{2}-z^{2}\leq r^{2}} einer rotierenden Hyperbel, welche konkav und nicht beschränkt sowie eine Oberfläche mit drei Zusammenhangskomponenten hat. In beiden Fällen ist die Gravitationsbeschleunigung jedoch orthogonal zur Oberfläche. Doch nicht nur „orthogonal“ ist verschieden in beiden Universen, sondern ebenfalls die Gravitation. Der Laplace-Operator ist {\displaystyle \Delta =\partial _{x}^{2}+\partial _{y}^{2}+\partial _{z}^{2}} in unserem Universum und {\displaystyle \Delta =\partial _{x}^{2}+\partial _{y}^{2}-\partial _{z}^{2}} im Universum von „Dichronauts“, was das durch die Poisson-Gleichung (ein Spezialfall der Laplace-Gleichung ohne Materie) beschriebene Gravitationsfeld ändert. Illustrationen des Gravitationsfeldes sind auf der Webseite von Greg Egan zu finden.

## Kritik
Publishers Weekly schreibt, dass der Roman beeindruckend seltsam ist („impressively bizarre“) und das Egan sich mit diesem selbst übertroffen habe („Egan may have out-Eganed himself with this one“).
Kirkus Reviews schreibt, dass Egan sich darauf spezialisiert, wahrhaftig seltsame Welten zu erfinden („Egan specializes in inventing seriously strange worlds“) und diese wohl seine bisher seltsamste sei („this one might well be his weirdest yet“), doch das Problem daran sei, dass es so sehr gegen die eigene Intuition gehe und schlicht intuitiv und seltsam sei, dass es unmöglich sei, sich die Lebewesen, ihre Umgebung oder was überhaupt passiert, vorzustellen („the problem is, it’s counterintuitive, so downright odd that it’s impossible to visualize the inhabitants, their surroundings, or what’s going on“). Die Symbiose habe viele weitere Probleme („plenty of other issues“) und die Migration sei nicht einmal wirklich originell („is not even particularly original“), verglichen etwa mit Inverted World von Christopher Priest.
Russel Letson schreibt im Locus Magazine, am Ende doch große Teile der fortgeschrittenen Inhalte von Egan guten Glaubens zu nehmen („wind up taking large chunks of Advanced Egan on faith“) sowie die Orthogonal-Trilogie und Dichronauts undurchdringlich gefunden zu haben („found the Orthogonal trilogy and Dichronauts impenetrable“), doch es blieben noch viele andere Werke von Egan („still leaves plenty of Egan to work with“).
Eine französische Kritik von Éric Jentile wurde im Magazin Bifrost, #88 im Oktober 2017 veröffentlicht.

## Referenzen
1. ↑  Greg Egan: Dichronauts. Night Shade, 2017, ISBN 978-1-59780-892-7 (englisch, start-publishing.com).
2. ↑  Greg Egan: Dichronauts. 11. Mai 2016, abgerufen am 25. Dezember 2023 (englisch).
3. ↑  Greg Egan: The Clockwork Rocket. Night Shade, 2011, ISBN 978-1-59780-227-7 (englisch, skyhorsepublishing.com).
4. ↑  Greg Egan: The Clockwork Rocket. Gollancz, 2011, ISBN 978-0-575-09515-1 (englisch, gollancz.co.uk).
5. ↑  Title: The Clockwork Rocket. Abgerufen am 27. Dezember 2023 (englisch).
6. ↑  Greg Egan: The Eternal Flame. Night Shade, 2012, ISBN 978-1-59780-293-2 (englisch, skyhorsepublishing.com).
7. ↑  Greg Egan: The Eternal Flame. Gollancz, 2013, ISBN 978-0-575-10573-7 (englisch, gollancz.co.uk).
8. ↑  Title: The Eternal Flame. Abgerufen am 27. Dezember 2023 (englisch).
9. ↑  Greg Egan: The Arrows of Time. Gollancz, 2013, ISBN 978-0-575-10579-9 (englisch, gollancz.co.uk).
10. ↑  Greg Egan: The Arrows of Time. Night Shade, 2014, ISBN 978-1-59780-487-5 (englisch, skyhorsepublishing.com).
11. ↑  Title: The Arrows of Time. Abgerufen am 27. Dezember 2023 (englisch).
12. ↑  Greg Egan: Interative Dichronauts Space. 11. Mai 2016, abgerufen am 25. Dezember 2023 (englisch).
13. ↑  Greg Egan: Light and the Dark Cone. 11. Mai 2016, abgerufen am 25. Dezember 2023 (englisch).
14. ↑  Greg Egan: Falling Uphill. 11. Dezember 2016, abgerufen am 23. Dezember 2023 (englisch).
15. ↑  Greg Egan: Gravity and the Shape of the World. 11. Dezember 2016, abgerufen am 23. Dezember 2023 (englisch).
16. 1 2  Dichronauts. Abgerufen am 26. Dezember 2023 (englisch).
17. ↑  Dichronauts. Abgerufen am 26. Dezember 2023 (englisch).
18. ↑  Russell Letson: Russell Letson Reviews Dispersion by Greg Egan. In: locusmag.com. 20. August 2020, abgerufen am 1. Juni 2024.
19. ↑  Title: Dichronauts. Abgerufen am 27. Dezember 2023 (englisch).